# Hráz (anatomie)
Hráz (latinsky: perineum) je v anatomii člověka definována jako silná svalnatá oblast mezi řitním otvorem a pohlavním orgánem (u žen vstupem do pochvy, u mužů šourkem). U žen je tato oblast silně namáhána během porodu, a proto bývá někdy nastřižena (tzv. epiziotomie).

## Fotogalerie

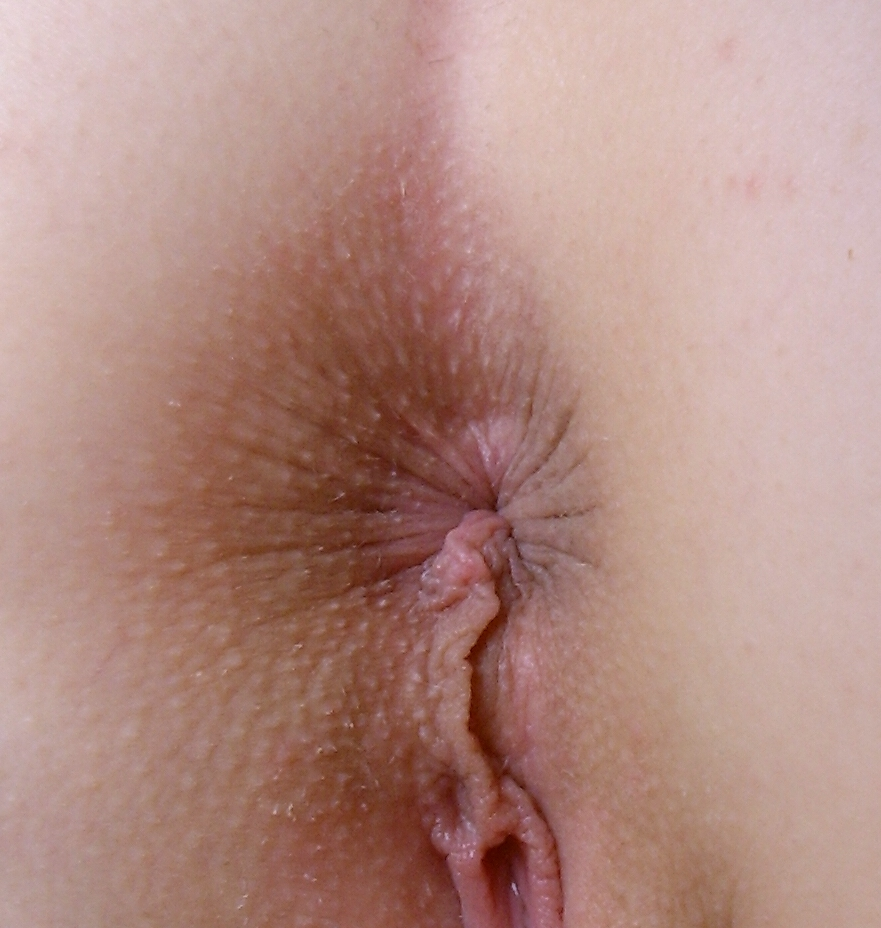
Ženská hráz
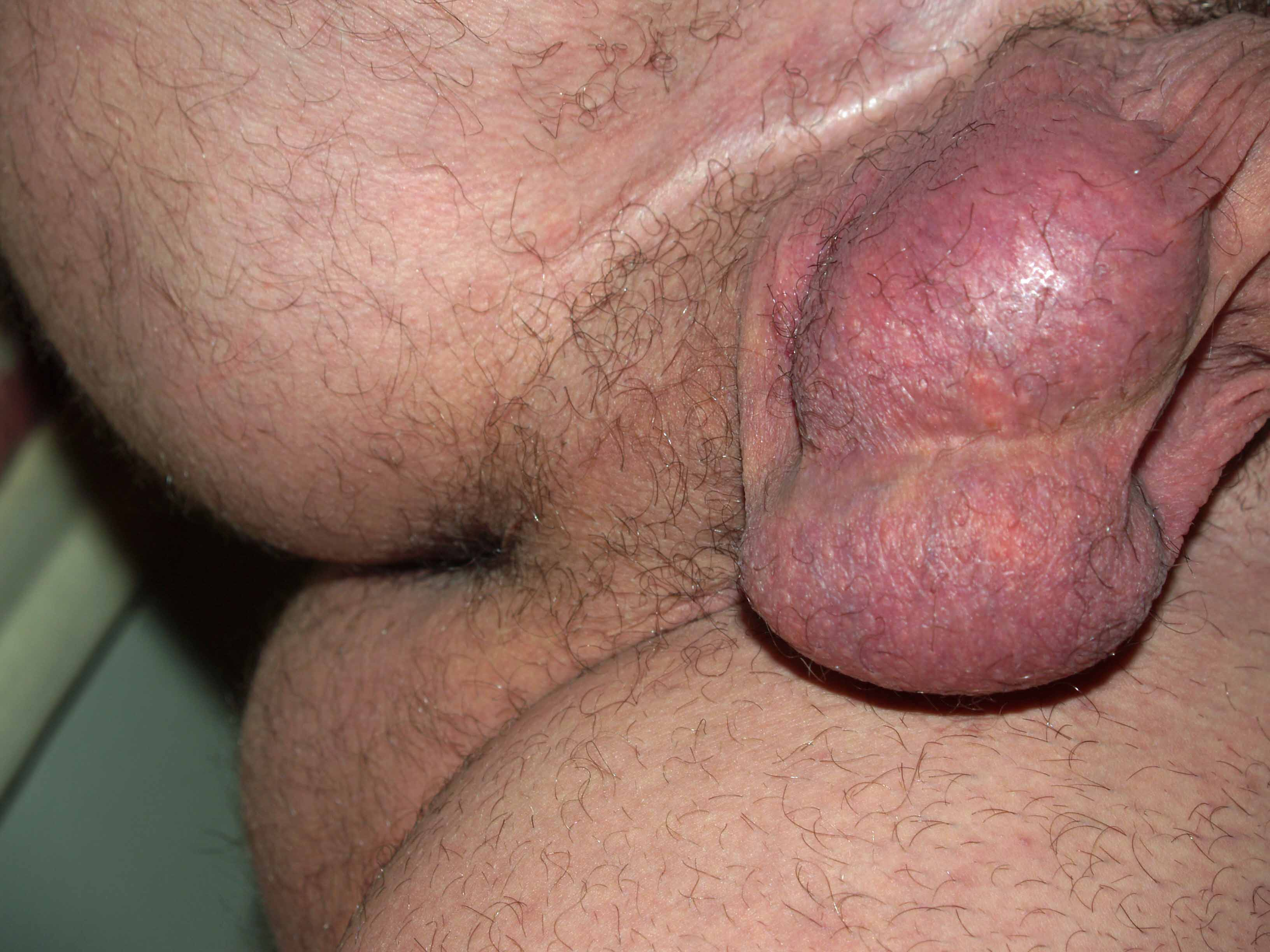
Mužská hráz